# Emmanuelle Galabru
Pour les articles homonymes, voir Galabru (homonymie).
Emmanuelle Galabru née le 5 avril 1976 à Paris 16e, est une actrice française.

## Biographie
Emmanuelle Galabru est la fille de Michel Galabru et de Claude Etevenon, magistrate, et la petite nièce de la comédienne Micheline Dax.

## Filmographie

### Cinéma
- 2006 : Camping de Fabien Onteniente : Séverine
- 2007 : Jean de La Fontaine, le défi de Daniel Vigne : Mme de La Fontaine
- 2012 : La Cerise sur le gâteau de Laura Morante : Béatrice
- 2015 : La Dernière Leçon de Pascale Pouzadoux

### Télévision
- 1996 : Le bourgeois se rebiffe de Jean-Pierre Alessandri : Angélique
- 1998 : Marceeel !!! d'Agnès Delarive
- 2004 : Le Grand Patron, épisode En quarantaine : Adeline Giraud
- 2004 : Quand la mer se retire de Laurent Heynemann : La boulangère 1944
- 2005 : Confession d'un menteur de Didier Grousset :  Sophie
- 2006 : Joséphine, ange gardien, épisode De toute urgence! : Sophie
- 2007 : René Bousquet ou le Grand Arrangement de Laurent Heynemann : Geneviève Bousquet
- 2009 : Revivre de Haim Bouzaglo
- 2010 : Le Roi, l'Écureuil et la Couleuvre de Laurent Heynemann : Madeleine Béjart
- 2011 : Chez Maupassant : Boule de suif de Philippe Bérenger : Madame Loiseau
- 2012 : Joséphine, ange gardien, épisode Un monde de douceur : institutrice
- 2013 : Nicolas Le Floch : Le crime de l’hôtel Saint-Florentin de Philippe Bérenger : Eugénie Gouet
- 2013 : Les affaires sont les affaires de Philippe Bérenger
- 2014 : Méfions-nous des honnêtes gens de Gérard Jourd'hui : Elisabeth Malinier
- 2016 : Sam (saison 1) de Valérie Guignabodet : mère d'Enzo
- 2021 : Alex Hugo, épisode La Fin des temps : Mathilde Dumont

## Théâtre
- 1988 : Le Primerissimo, d'Edouardo Manet, mise en scène Edouardo Manet
- Les Fourberies de Scapin de Molière
- 1995 : L'École des femmes de Molière, mise en scène Robert Manuel : Agnès[2]
- 1996 : On purge bébé de Georges Feydeau, mise en scène Michel Galabru
- 1998 : Boeing Boeing de Marc Camoletti, mise en scène de l'auteur
- 2000 : Le Bourgeois gentilhomme de Molière, mise en scène Jean Danet
- 2001 : Dom Juan de Molière, mise en scène Jean Martinez
- 2001 : Les Magouilleurs de Jacques Guarinos, mise en scène Jacqueline Bœuf
- 2003 : Les affaires sont les affaires d'Octave Mirbeau, mise en scène Louis Carantino
- 2004 : Les Rustres de Carlo Goldoni, mise en scène Francis Joffo
- 2010 : Chat en poche de Georges Feydeau, mise en scène Jean Galabru
- 2010 - 2013 : La Femme du boulanger de Marcel Pagnol, mise en scène Alain Sachs
- 2012 : Les lettres de Westerbork d'Etty Hillesum, mise en scène Martine Amsili
- 2012 : Tartarin de Tarascon de Jérôme Savary, mise en scène Jérôme Savary, théâtre André Malraux (Rueil-Malmaison) ; retransmission en direct sur France 2 le 27 décembre 2012.
- 2013 : Faites comme chez vous de Jean Barbier, mise en scène Éric Henon,   Théâtre Daunou
- 2023 : L'Os à moelle, d'après Pierre Dac, mise en scène Anne-Marie Lazarini, Artistic Athévains
- 2025 : Le Voyage de monsieur Perrichon d'Eugène Labiche, mise en scène  Frédérique Lazarini, Artistic Athévains